# Marienleben
Als Marienleben bezeichnet man Darstellungen aus dem Leben Marias, der Mutter Jesu, in Bilderzyklen. Die einzelnen Themen, Motive und Darstellungsformen dieser Marienbildnisse variieren in den einzelnen Epochen und Gebieten.

### Einzelne herausragende Darstellungen

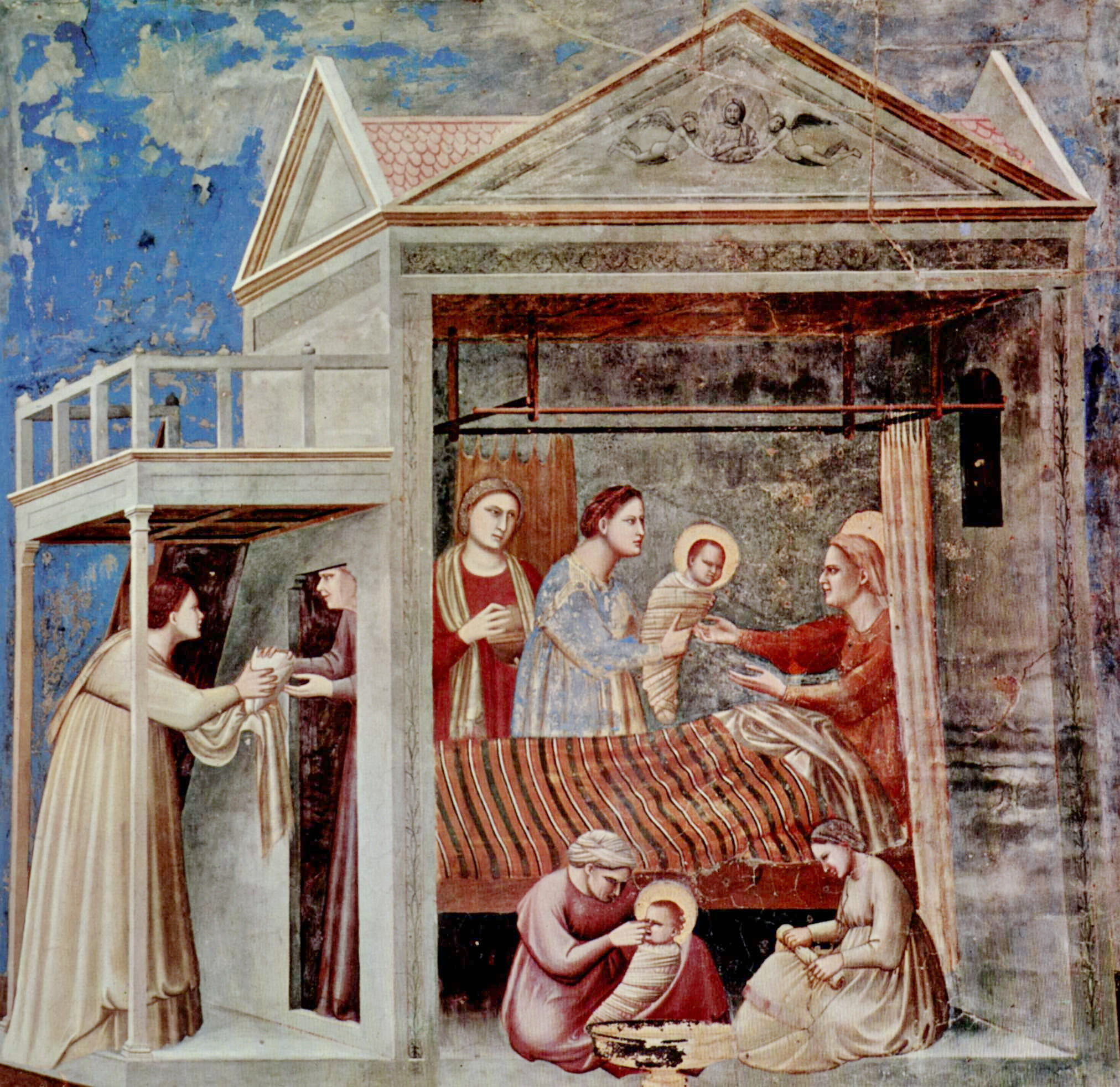
Mariengeburt
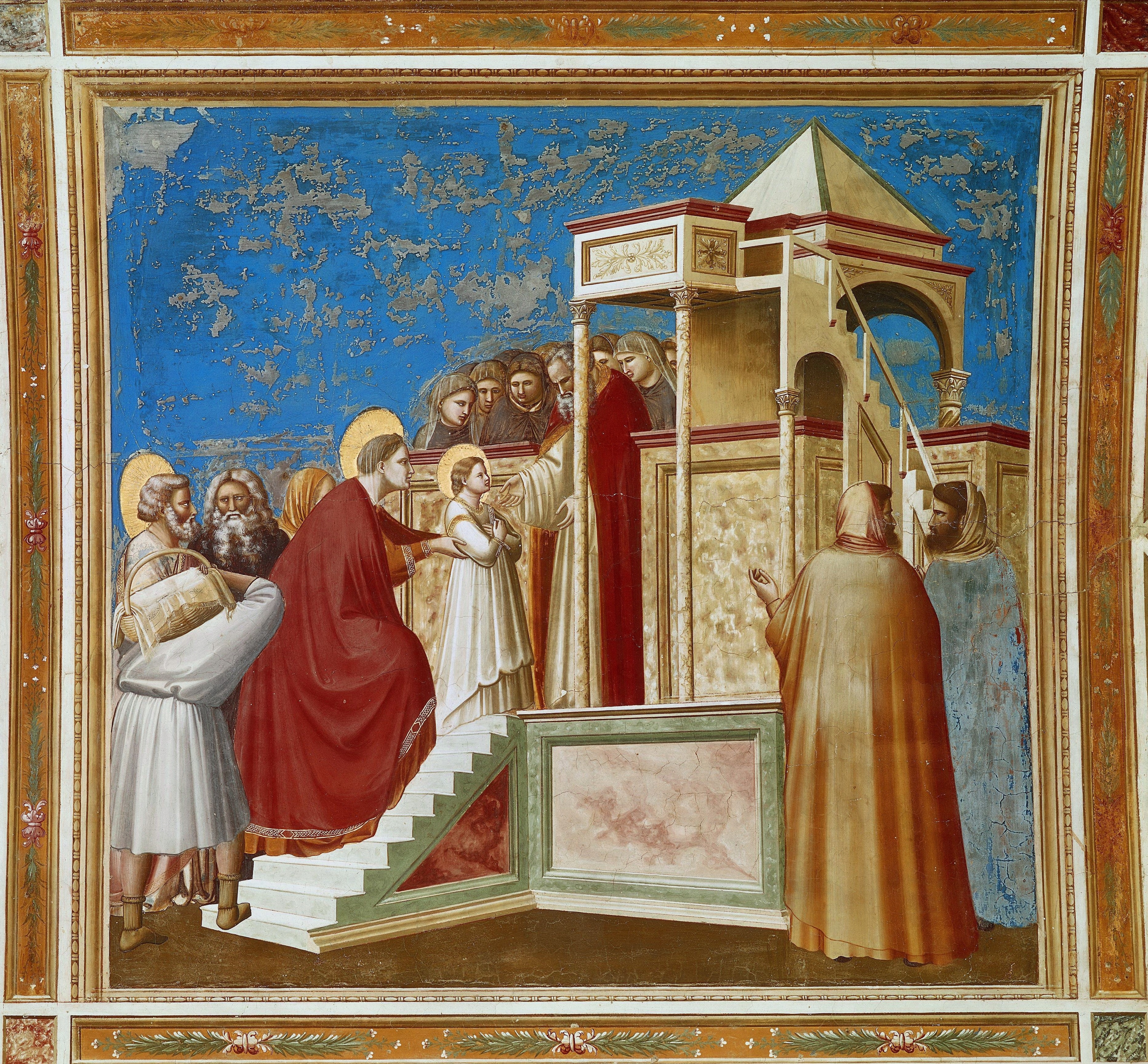
Tempelgang
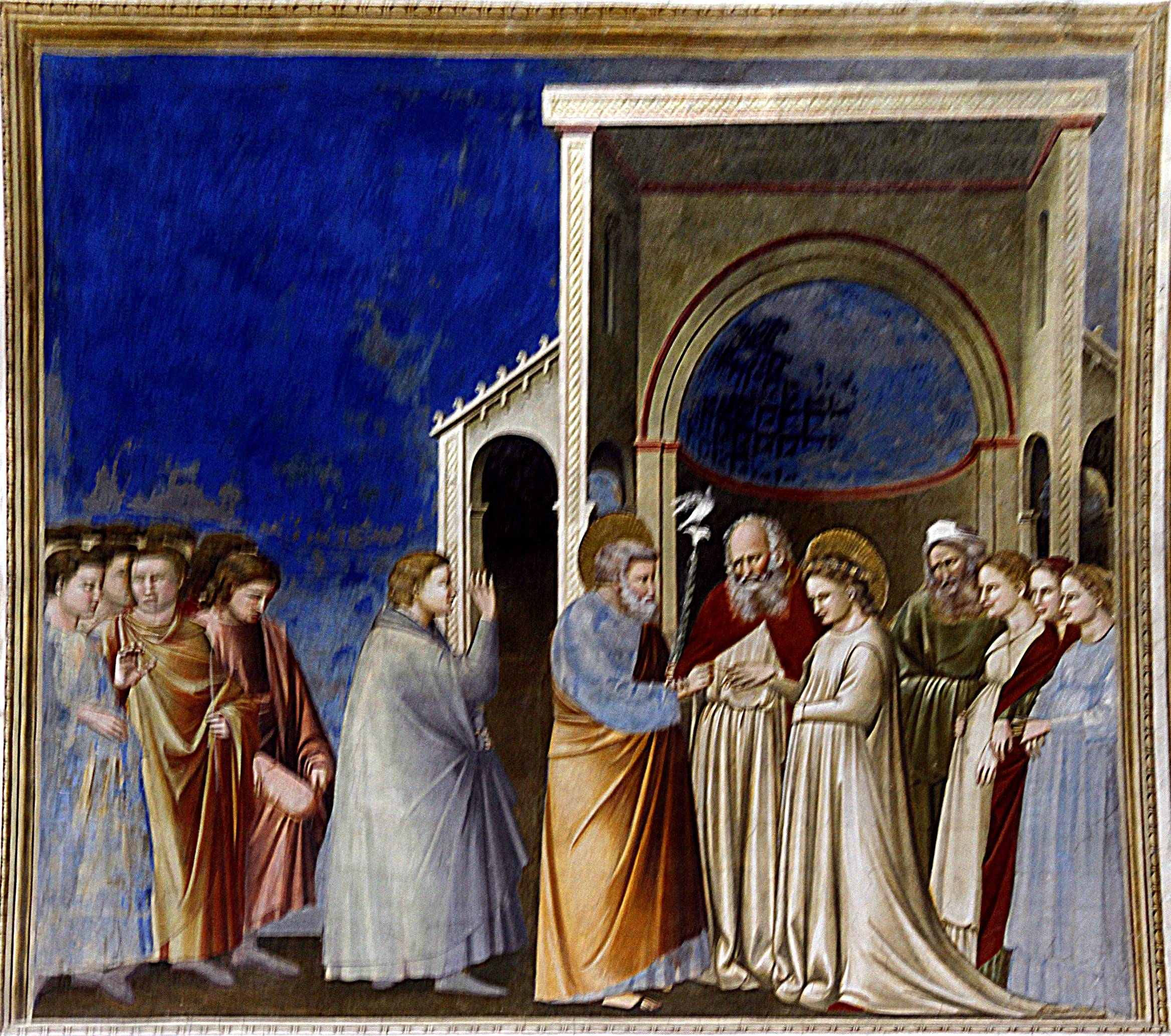
Sposalizio
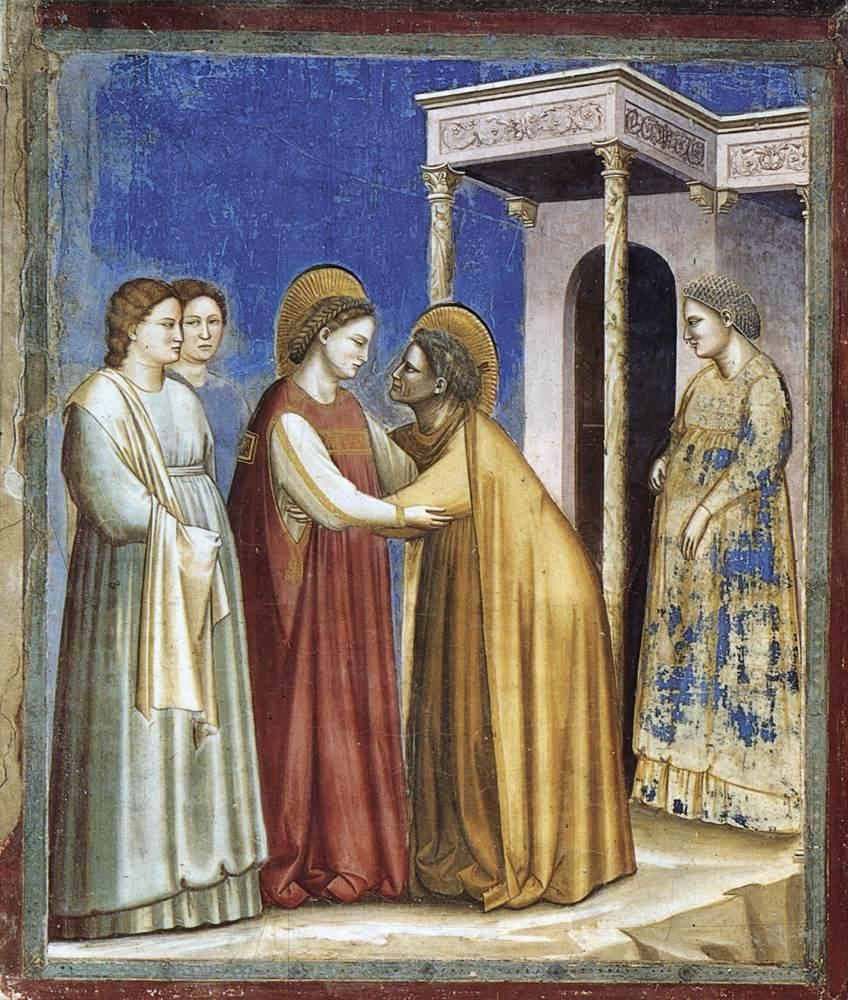
Heimsuchung
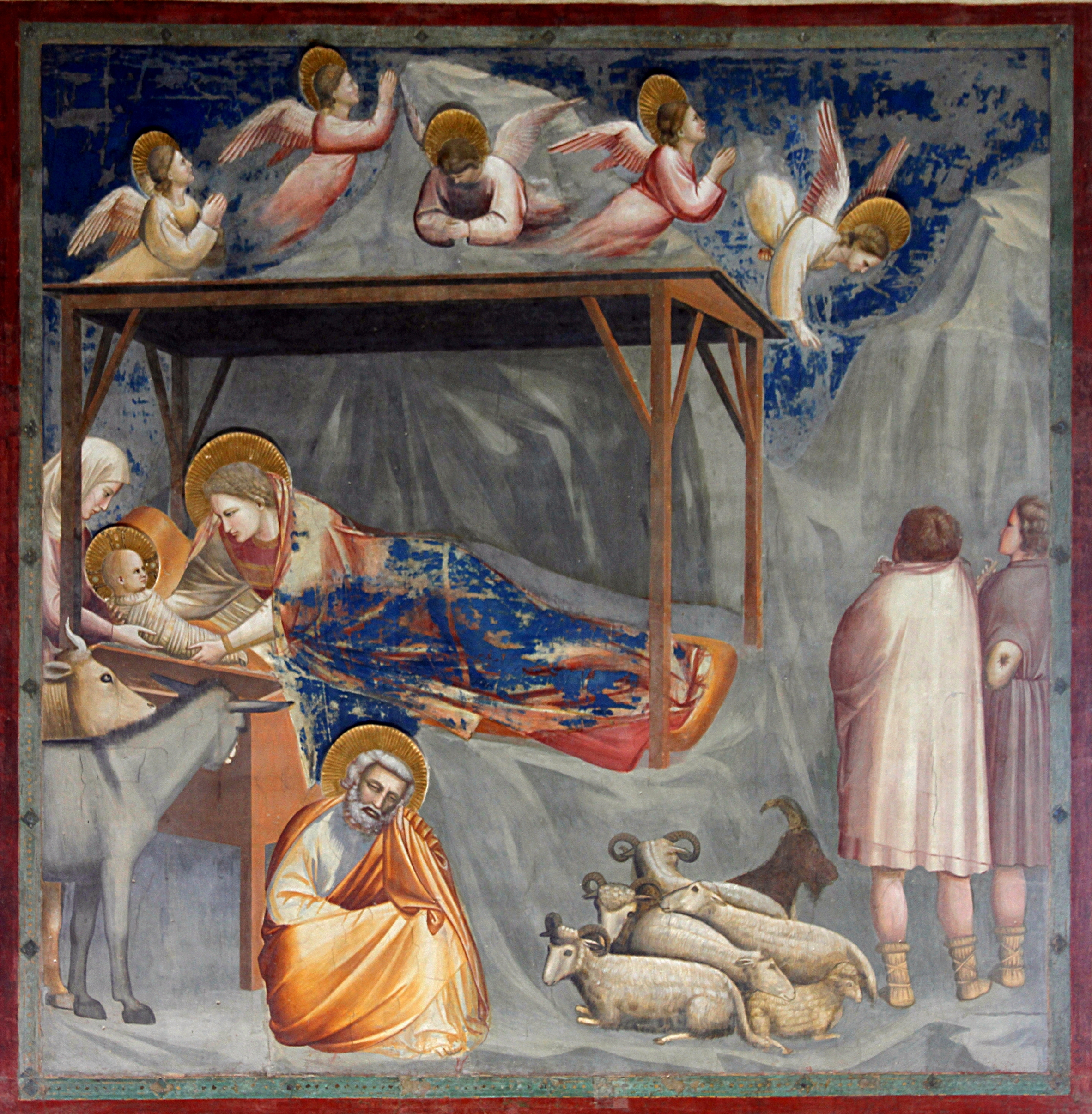
Jesu Geburt
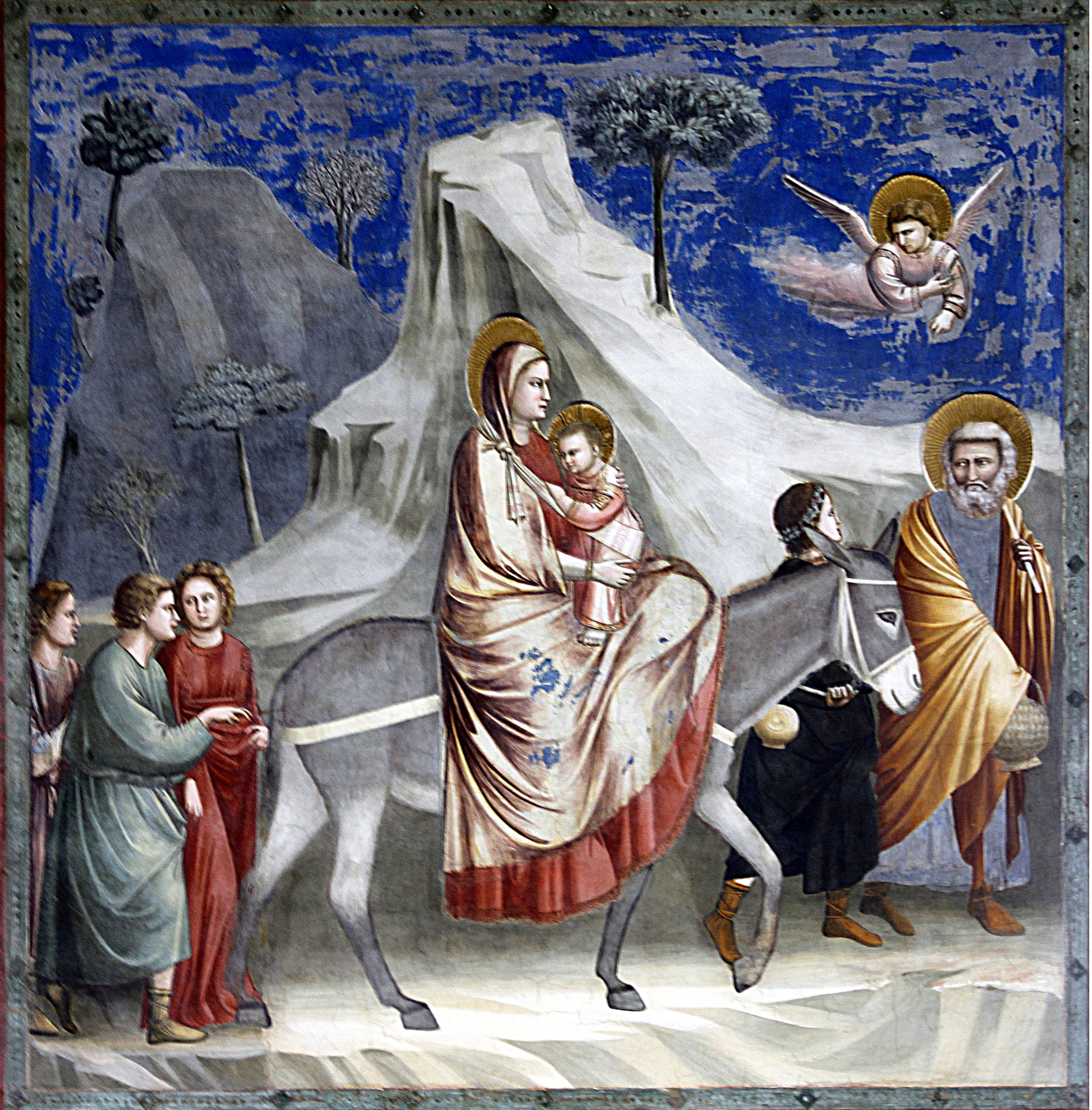
Flucht nach Ägypten